# صوفي جورج
صوفي جورج (بالفرنسية: Sophie Georges)‏ هي لاعب كرة مضرب فرنسية، ولدت في 8 فبراير 1977 في سان ديزييه في فرنسا.

## وصلات خارجية
- صوفي جورج على موقع رابطة محترفات التنس (الإنجليزية)
- صوفي جورج على موقع الاتحاد الدولي لكرة المضرب (الإنجليزية)
- صوفي جورج على موقع خلاصة التنس.كوم (الإنجليزية)